# Tétrachlorure de tellure
Le tétrachlorure de tellure est un composé chimique de formule TeCl4. C'est un solide cristallisé blanc à jaune hygroscopique ayant une odeur âcre et qui se décompose au contact de l'eau en formant du dioxyde de tellure TeO2 et de l'acide chlorhydrique HCl. Il est soluble dans l'éthanol et le toluène. Il fond en donnant un liquide jaune conducteur de l'électricité à travers les espèces ioniques TeCl3+ et Te2Cl102−, tandis que sa vapeur est rouge orangé. Il commence à se décomposer en donnant du chlore Cl2 à partir d'environ 500 °C ; se décomposition est complète à 1 000 °C.
Le tétrachlorure de tellure gazeux est formé de molécules TeCl4 monomériques ayant une configuration semblable à celles de tétrafluorure de soufre SF4, tandis que, à l'état solide, le composé présente une structure de type cubane qui peut être décrite comme quatre unités TeCl3+Cl− unies par des ponts chlorure. La structure cristalline est monoclinique, dans le groupe d'espace C2/c (no 15) avec pour paramètres a = 17,076 Å, b = 10,404 Å, c = 15,252 Å et β = 116,82°.
Le tétrachlorure de tellure peut être obtenu par réaction des éléments entre eux, c'est-à-dire par chloration d'une poudre de tellure à l'aide de chlore Cl2 :
Te + 2 Cl2 ⟶ TeCl4.
La réaction est amorcée par chauffage et le produit est purifié par distillation.
Le tétrachlorure de tellure est parfois utilisé en synthèse organique,. Il s'additionne aux alcènes pour former des dérivés Cl–C–C–TeCl3 desquels l'atome de tellure peut ensuite être éliminé par le sulfite de sodium Na2SO3.